# Esacus
Esacus is een geslacht van vogels uit de familie grielen (Burhinidae). Vroeger werden deze twee soorten beschouwd als soorten uit het geslacht Burhinus. Deze twee soorten verschillen echter omdat zij lange, dikke snavels hebben, een opvallende zwartwitpatroon op de kop en het verenkleed op de rug is vrij egaal vergeleken met de Burhinus-soorten, waarbij deze drie kenmerken ontbreken.

## Soorten
Het geslacht telt twee soorten:
- Esacus magnirostris – Rifgriel
- Esacus recurvirostris – Grote griel